# Campeonato Asiático de Futsal 2008
El Campeonato Asiático de Futsal 2008 se llevó a cabo en Bangkok, Tailandia del 11 al 18 de mayo y contó con la participación de 16 selecciones nacionales de Asia y Oceanía provenientes de una fase eliminatoria.
Irán venció en la final al anfitrión Tailandia para ganar su noveno título continental y segundo de manera consecutiva.

## Fase de grupos

### Grupo A
| País       | G | E | P | GF | GC | Pts |
| ---------- | - | - | - | -- | -- | --- |
| Tailandia  | 3 | 0 | 0 | 15 | 1  | 9   |
| Kirguistán | 2 | 0 | 1 | 14 | 4  | 6   |
| Indonesia  | 1 | 0 | 2 | 6  | 20 | 3   |
| Irak       | 0 | 0 | 3 | 4  | 14 | 0   |

| 11 de mayo de 2008 | Kirguistán                                                       | 5 – 1 | Indonesia     | Nimibutr Indoor Stadium, Bangkok                           |                                                            |
|                    | Abdyraimov 6' · Djetybaev 18' 22' · Mendibaev 26' · Duvanaev 38' | [http://www.the-afc.com/en/component/joomleague/?view=report&compID=247&matchId=1580 (enlace roto disponible en Internet Archive; véase el historial, la primera versión y la última). Reporte] | Wiyantoro 37' | Asistencia: 2,000 espectadores Árbitro(s): Alireza Sohrabi | Asistencia: 2,000 espectadores Árbitro(s): Alireza Sohrabi |

| 11 de mayo de 2008 | Tailandia | 1 – 0 | Irak | Nimibutr Indoor Stadium, Bangkok                               |                                                                |
|                    | Janta 12' | [http://www.the-afc.com/en/component/joomleague/?view=report&compID=247&matchId=1579 (enlace roto disponible en Internet Archive; véase el historial, la primera versión y la última). Reporte] |      | Asistencia: 4,700 espectadores Árbitro(s): Badrul Hisham Kalam | Asistencia: 4,700 espectadores Árbitro(s): Badrul Hisham Kalam |

| 12 de mayo de 2008 | Indonesia | 0 – 11 | Tailandia | Nimibutr Indoor Stadium, Bangkok                         |                                                          |
|                    |           | [http://www.the-afc.com/en/component/joomleague/?view=report&compID=247&matchId=1578 (enlace roto disponible en Internet Archive; véase el historial, la primera versión y la última). Reporte] | Munjarern 5' 16' 35' 36' · Ihsan 12' (a.g.) · Suttiroj 19' · Khumthinkaew 30' · Janta 33' · Santanaprasit 38' 39' · Tangtung 40' | Asistencia: 1,500 espectadores Árbitro(s): Karim Sistani | Asistencia: 1,500 espectadores Árbitro(s): Karim Sistani |

| 12 de mayo de 2008 | Irak | 0 – 8 | Kirguistán                                                                                        | Nimibutr Indoor Stadium, Bangkok                      |                                                       |
|                    |      | [http://www.the-afc.com/en/component/joomleague/?view=report&compID=247&matchId=1577 (enlace roto disponible en Internet Archive; véase el historial, la primera versión y la última). Reporte] | Djetybaev 18' 27' · Malinin 23' · Sundeev 32' · Djumataev 34' 35' · Kadyrov 38' · Saad 39' (a.g.) | Asistencia: 200 espectadores Árbitro(s): Scott Kidson | Asistencia: 200 espectadores Árbitro(s): Scott Kidson |

| 13 de mayo de 2008 | Kirguistán  | 1 – 3 | Tailandia                                                   | Nimibutr Indoor Stadium, Bangkok                               |                                                                |
|                    | Kanetov 31' | [http://www.the-afc.com/en/component/joomleague/?view=report&compID=247&matchId=1576 (enlace roto disponible en Internet Archive; véase el historial, la primera versión y la última). Reporte] | Munjarern 16' · Ekkapan Suratsawang 31' · Santanaprasit 38' | Asistencia: 3,000 espectadores Árbitro(s): Badrul Hisham Kalam | Asistencia: 3,000 espectadores Árbitro(s): Badrul Hisham Kalam |

| 13 de mayo de 2008 | Irak                                  | 4 – 5 | Indonesia                                                   | Hua Mark Indoor Stadium, Bangkok                         |                                                          |
|                    | Saad 15' · Ghazi 19' 23' · Khalid 24' | [http://www.the-afc.com/en/component/joomleague/?view=report&compID=247&matchId=1575 (enlace roto disponible en Internet Archive; véase el historial, la primera versión y la última). Reporte] | Assegaff 3' · Handoyo 20' · Ladjanibi 29' 36' · Karmadi 39' | Asistencia: 100 espectadores Árbitro(s): Shinichi Hirano | Asistencia: 100 espectadores Árbitro(s): Shinichi Hirano |

### Grupo B
| País         | G | E | P | GF | GC | Pts |
| ------------ | - | - | - | -- | -- | --- |
| Japón        | 3 | 0 | 0 | 16 | 5  | 9   |
| Australia    | 2 | 0 | 1 | 11 | 5  | 6   |
| Turkmenistán | 1 | 0 | 2 | 8  | 9  | 3   |
| China Taipéi | 0 | 0 | 3 | 4  | 20 | 0   |

| 11 de mayo de 2008 | Japón                                                                                             | 8 – 2 | China Taipéi            | Nimibutr Indoor Stadium, Bangkok                         |                                                          |
|                    | Ono 4' · Kanayama 13' 31' · Lee Meng-chian 15' (a.g.) · Komiyama 19' · Inaba 26' · Kogure 32' 37' | [http://www.the-afc.com/en/component/joomleague/?view=report&compID=247&matchId=1574 (enlace roto disponible en Internet Archive; véase el historial, la primera versión y la última). Reporte] | Chang Fu-hsiang 11' 33' | Asistencia: 3,000 espectadores Árbitro(s): Nurdin Bukuev | Asistencia: 3,000 espectadores Árbitro(s): Nurdin Bukuev |

| 11 de mayo de 2008 | Australia                                  | 3 – 1 | Turkmenistán    | Nimibutr Indoor Stadium, Bangkok                         |                                                          |
|                    | Giovenali 17' · Zeballos 31' · Vizzari 40' | [http://www.the-afc.com/en/component/joomleague/?view=report&compID=247&matchId=1573 (enlace roto disponible en Internet Archive; véase el historial, la primera versión y la última). Reporte] | Allaberdiyev 7' | Asistencia: 2,000 espectadores Árbitro(s): Kim Jang-kwan | Asistencia: 2,000 espectadores Árbitro(s): Kim Jang-kwan |

| 12 de mayo de 2008 | China Taipéi | 0 – 6 | Australia                                                                   | Nimibutr Indoor Stadium, Bangkok                     |                                                      |
|                    |              | [http://www.the-afc.com/en/component/joomleague/?view=report&compID=247&matchId=1572 (enlace roto disponible en Internet Archive; véase el historial, la primera versión y la última). Reporte] | Fang Ching-jen 13' (a.g.) · Wright 14' 23' 35' · Vizzari 34' · Zeballos 40' | Asistencia: 750 espectadores Árbitro(s): Li Zhizhong | Asistencia: 750 espectadores Árbitro(s): Li Zhizhong |

| 12 de mayo de 2008 | Turkmenistán       | 1 – 4 | Japón                                               | Nimibutr Indoor Stadium, Bangkok                   |                                                    |
|                    | Muhamedmuradov 37' | [http://www.the-afc.com/en/component/joomleague/?view=report&compID=247&matchId=1571 (enlace roto disponible en Internet Archive; véase el historial, la primera versión y la última). Reporte] | Fujii 1' · Inada 10' · Kanayama 13' · Kishimoto 27' | Asistencia: 400 espectadores Árbitro(s): Ali Sabah | Asistencia: 400 espectadores Árbitro(s): Ali Sabah |

| 13 de mayo de 2008 | Japón                                             | 4 – 2 | Australia                 | Nimibutr Indoor Stadium, Bangkok                       |                                                        |
|                    | Kanayama 25' · Ono 28' · Inada 32' · Komiyama 40' | [http://www.the-afc.com/en/component/joomleague/?view=report&compID=247&matchId=1570 (enlace roto disponible en Internet Archive; véase el historial, la primera versión y la última). Reporte] | Zeballos 13' · Haydon 16' | Asistencia: 1,300 espectadores Árbitro(s): Li Zhizhong | Asistencia: 1,300 espectadores Árbitro(s): Li Zhizhong |

| 13 de mayo de 2008 | Turkmenistán                                                                       | 6 – 2 | China Taipéi                              | Hua Mark Indoor Stadium, Bangkok                        |                                                         |
|                    | Resulov 7' 34' · Esenmamedov 29' · Orazov 32' · Muhamedmuradov 39' · Tashliyev 39' | [http://www.the-afc.com/en/component/joomleague/?view=report&compID=247&matchId=1569 (enlace roto disponible en Internet Archive; véase el historial, la primera versión y la última). Reporte] | Huang Shih-chan 30' · Chen Chun-chieh 35' | Asistencia: 50 espectadores Árbitro(s): Prasert Krutsri | Asistencia: 50 espectadores Árbitro(s): Prasert Krutsri |

### Grupo C
| País          | G | E | P | GF | GC | Pts |
| ------------- | - | - | - | -- | -- | --- |
| Uzbekistán    | 3 | 0 | 0 | 19 | 4  | 9   |
| Líbano        | 1 | 1 | 1 | 12 | 14 | 4   |
| Malasia       | 1 | 0 | 2 | 8  | 19 | 3   |
| Corea del Sur | 0 | 1 | 2 | 11 | 13 | 1   |

| 11 de mayo de 2008 | Uzbekistán                                                                                                   | 10 – 0 | Malasia | Hua Mark Indoor Stadium, Bangkok                            |                                                             |
|                    | Tajibaev 12' 15' 22' 32' · Odushev 18' · Holmatov 28' · Farhutdinov 29' · Yusupdjanov 34' 40' · Tojiboev 35' | [http://www.the-afc.com/en/component/joomleague/?view=report&compID=247&matchId=1568 (enlace roto disponible en Internet Archive; véase el historial, la primera versión y la última). Reporte] |         | Asistencia: 300 espectadores Árbitro(s): Mohammad Al-Haddad | Asistencia: 300 espectadores Árbitro(s): Mohammad Al-Haddad |

| 11 de mayo de 2008 | Líbano                                           | 5 – 5 | Corea del Sur                                                                                      | Hua Mark Indoor Stadium, Bangkok                     |                                                      |
|                    | Said 18' · Takaji 27' 39' · Itani 39' · Atwi 39' | [http://www.the-afc.com/en/component/joomleague/?view=report&compID=247&matchId=1567 (enlace roto disponible en Internet Archive; véase el historial, la primera versión y la última). Reporte] | Jung Hae-hyuck 5' · Shin Han-kook 16' · Kang Hyun-uk 24' · Abou-Chaaya 26' (a.g.) · Kim In-woo 39' | Asistencia: 300 espectadores Árbitro(s): Li Zhizhong | Asistencia: 300 espectadores Árbitro(s): Li Zhizhong |

| 12 de mayo de 2008 | Malasia                                               | 4 – 6 | Líbano                                                          | Hua Mark Indoor Stadium, Bangkok                         |                                                          |
|                    | Abdul Aziz 4' · Sarmin 9' · Haris 25' · Zulkhapri 29' | [http://www.the-afc.com/en/component/joomleague/?view=report&compID=247&matchId=1566 (enlace roto disponible en Internet Archive; véase el historial, la primera versión y la última). Reporte] | Atwi 5' 8' (pen.) · Takaji 21' 26' · Said 26' · Abou-Chaaya 32' | Asistencia: 150 espectadores Árbitro(s): Shinichi Hirano | Asistencia: 150 espectadores Árbitro(s): Shinichi Hirano |

| 12 de mayo de 2008 | Corea del Sur                                        | 3 – 4 | Uzbekistán                            | Hua Mark Indoor Stadium, Bangkok                    |                                                     |
|                    | Lee Jong-yun 17' · Shin Han-kook 18' · Jung Hyuk 18' | [http://www.the-afc.com/en/component/joomleague/?view=report&compID=247&matchId=1563 (enlace roto disponible en Internet Archive; véase el historial, la primera versión y la última). Reporte] | Farhutdinov 5' 22' · Odushev 12', 36' | Asistencia: 150 espectadores Árbitro(s): Rey Ritaga | Asistencia: 150 espectadores Árbitro(s): Rey Ritaga |

| 13 de mayo de 2008 | Uzbekistán                                                          | 5 – 1 | Líbano   | Nimibutr Indoor Stadium, Bangkok                            |                                                             |
|                    | Mamdjonov 9' · Farhutdinov 25' · Irsaliev 27' 33' · Yusupdjanov 37' | [http://www.the-afc.com/en/component/joomleague/?view=report&compID=247&matchId=1565 (enlace roto disponible en Internet Archive; véase el historial, la primera versión y la última). Reporte] | Itani 9' | Asistencia: 220 espectadores Árbitro(s): Mohammad Al-Haddad | Asistencia: 220 espectadores Árbitro(s): Mohammad Al-Haddad |

| 13 de mayo de 2008 | Corea del Sur                                             | 3 – 4 | Malasia                                  | Hua Mark Indoor Stadium, Bangkok                            |                                                             |
|                    | Zulkhapri 6' (a.g.) · Kang Hyun-uk 22' · Lee Jong-yun 36' | [http://www.the-afc.com/en/component/joomleague/?view=report&compID=247&matchId=1564 (enlace roto disponible en Internet Archive; véase el historial, la primera versión y la última). Reporte] | Haris 8' · Mohamad 14', 37' · Zainal 22' | Asistencia: 100 espectadores Árbitro(s): Christopher Colley | Asistencia: 100 espectadores Árbitro(s): Christopher Colley |

### Grupo D
| País       | G | E | P | GF | GC | Pts |
| ---------- | - | - | - | -- | -- | --- |
| Irán       | 3 | 0 | 0 | 34 | 1  | 9   |
| China      | 2 | 0 | 1 | 19 | 8  | 6   |
| Tayikistán | 1 | 0 | 2 | 6  | 27 | 3   |
| Kuwait     | 0 | 0 | 3 | 4  | 27 | 0   |

| 11 de mayo de 2008 | Irán | 12 – 0 | Kuwait | Hua Mark Indoor Stadium, Bangkok                        |                                                         |
|                    | Taheri 10' 27' · Heidarian 10' · Raeisi 15' 39' · Shamsaei 16' 37' · Hassanzadeh 19' 36' · Asghari 22' · Hashemzadeh 23' · Keshavarz 35' | [http://www.the-afc.com/en/component/joomleague/?view=report&compID=247&matchId=1562 (enlace roto disponible en Internet Archive; véase el historial, la primera versión y la última). Reporte] |        | Asistencia: 400 espectadores Árbitro(s): Kazuya Isokawa | Asistencia: 400 espectadores Árbitro(s): Kazuya Isokawa |

| 11 de mayo de 2008 | Tayikistán | 0 – 9 | China | Nimibutr Indoor Stadium, Bangkok                           |                                                            |
|                    |            | [http://www.the-afc.com/en/component/joomleague/?view=report&compID=247&matchId=1561 (enlace roto disponible en Internet Archive; véase el historial, la primera versión y la última). Reporte] | Liang Shuang 1' · Hu Jie 2' · Li Xin 6' 33' · Wang Wei 8' · Zhang Xiao 13' · Wu Zhuoxi 15' (pen.) · Zhang Jiong 29' · Zhang Xi 38' | Asistencia: 50 espectadores Árbitro(s): Christopher Colley | Asistencia: 50 espectadores Árbitro(s): Christopher Colley |

| 12 de mayo de 2008 | Kuwait                                                      | 4 – 6 | Tayikistán                                                      | Hua Mark Indoor Stadium, Bangkok                          |                                                           |
|                    | Al-Otaibi 17' · Al-Nagi 20' · Al-Nakkas 35' · Al-Othman 39' | [http://www.the-afc.com/en/component/joomleague/?view=report&compID=247&matchId=1560 (enlace roto disponible en Internet Archive; véase el historial, la primera versión y la última). Reporte] | Faizullaev 5' 18' · Ismoilov 10' · Ulmasov 13' 29' · Jumaev 37' | Asistencia: 100 espectadores Árbitro(s): Sayfiddin Amanov | Asistencia: 100 espectadores Árbitro(s): Sayfiddin Amanov |

| 12 de mayo de 2008 | China            | 1 – 8 | Irán                                                                                           | Hua Mark Indoor Stadium, Bangkok                         |                                                          |
|                    | Liang Shuang 38' | [http://www.the-afc.com/en/component/joomleague/?view=report&compID=247&matchId=1559 (enlace roto disponible en Internet Archive; véase el historial, la primera versión y la última). Reporte] | Taheri 3' · Shamsaei 9' 29' · Hassanzadeh 26' 35' · Heidarian 26' · Latifi 31' · Mohammadi 38' | Asistencia: 300 espectadores Árbitro(s): Prasert Krutsri | Asistencia: 300 espectadores Árbitro(s): Prasert Krutsri |

| 13 de mayo de 2008 | Irán | 14 – 0 | Tayikistán | Nimibutr Indoor Stadium, Bangkok                   |                                                    |
|                    | Hassanzadeh 5' · Sufiev 7' (a.g.) · Shamsaei 9' 13' 14' 40' · Tayyebi 9' 13' · Latifi 13' 18' · Ismoilov 15' (a.g.) · Asghari 36' · Heidarian 36' | [http://www.the-afc.com/en/component/joomleague/?view=report&compID=247&matchId=1558 (enlace roto disponible en Internet Archive; véase el historial, la primera versión y la última). Reporte] |            | Asistencia: 600 espectadores Árbitro(s): Ali Sabah | Asistencia: 600 espectadores Árbitro(s): Ali Sabah |

| 13 de mayo de 2008 | China                                                                                               | 9 – 0 | Kuwait | Hua Mark Indoor Stadium, Bangkok                                |                                                                 |
|                    | Liu Xinyi 2' · Wang Wei 8' 11' 31' · Zhang Xiao 12' 22' · Li Xin 19' · Zhang Xi 36' · Wu Zhuoxi 37' | [http://www.the-afc.com/en/component/joomleague/?view=report&compID=247&matchId=1557 (enlace roto disponible en Internet Archive; véase el historial, la primera versión y la última). Reporte] |        | Asistencia: 100 espectadores Árbitro(s): Abdulrahman Abdulqader | Asistencia: 100 espectadores Árbitro(s): Abdulrahman Abdulqader |

## Fase final

### Cuartos de final
| 15 de mayo de 2008 | Tailandia                                                | 5 – 2 | Australia        | Nimibutr Indoor Stadium, Bangkok                         |                                                          |
|                    | Ekkapong Suratsawang 7' 8' · Saisorn 17' 39' · Janta 35' | [http://www.the-afc.com/en/component/joomleague/?view=report&compID=247&matchId=1676 (enlace roto disponible en Internet Archive; véase el historial, la primera versión y la última). Reporte] | Fernando 15' 28' | Asistencia: 3,500 espectadores Árbitro(s): Nurdin Bukuev | Asistencia: 3,500 espectadores Árbitro(s): Nurdin Bukuev |

| 15 de mayo de 2008 | Uzbekistán   | 1 – 4 | China                                                         | Hua Mark Indoor Stadium, Bangkok                        |                                                         |
|                    | Tajibaev 38' | [http://www.the-afc.com/en/component/joomleague/?view=report&compID=247&matchId=1675 (enlace roto disponible en Internet Archive; véase el historial, la primera versión y la última). Reporte] | Liu Xinyi 19' · Wu Zhuoxi 33' · Liang Shuang 39' · Li Xin 39' | Asistencia: 150 espectadores Árbitro(s): Kazuya Isokawa | Asistencia: 150 espectadores Árbitro(s): Kazuya Isokawa |

| 15 de mayo de 2008 | Japón                                                    | 4 – 0 | Kirguistán | Nimibutr Indoor Stadium, Bangkok                               |                                                                |
|                    | Ono 17' · Duvanaev 19' (a.g.) · Inada 34' · Kanayama 37' | [http://www.the-afc.com/en/component/joomleague/?view=report&compID=247&matchId=1674 (enlace roto disponible en Internet Archive; véase el historial, la primera versión y la última). Reporte] |            | Asistencia: 2,200 espectadores Árbitro(s): Badrul Hisham Kalam | Asistencia: 2,200 espectadores Árbitro(s): Badrul Hisham Kalam |

| 15 de mayo de 2008 | Irán | 9 – 1 | Líbano        | Hua Mark Indoor Stadium, Bangkok                       |                                                        |
|                    | Taheri 3' 30' · Hashemzadeh 9' · Mohammadi 10' · Shamsaei 12' · Hassanzadeh 23' · Latifi 35' · Tayyebi 36' · Raeisi 38' | [http://www.the-afc.com/en/component/joomleague/?view=report&compID=247&matchId=1673 (enlace roto disponible en Internet Archive; véase el historial, la primera versión y la última). Reporte] | Fadlallah 37' | Asistencia: 200 espectadores Árbitro(s): Kim Jang-kwan | Asistencia: 200 espectadores Árbitro(s): Kim Jang-kwan |

### Semifinales
| 16 de mayo de 2008 | Tailandia                                                                      | 7 – 3 | China                                    | Nimibutr Indoor Stadium, Bangkok                         |                                                          |
|                    | Saisorn 5' 14' · Innui 10' 25' · Munjarern 18' · Janta 20' · Santanaprasit 26' | [http://www.the-afc.com/en/component/joomleague/?view=report&compID=247&matchId=1684 (enlace roto disponible en Internet Archive; véase el historial, la primera versión y la última). Reporte] | Liu Xinyi 18' · Li Jian 33' · Li Xin 36' | Asistencia: 2,800 espectadores Árbitro(s): Kim Jang-kwan | Asistencia: 2,800 espectadores Árbitro(s): Kim Jang-kwan |

| 16 de mayo de 2008 | Japón | 0 – 1 | Irán         | Nimibutr Indoor Stadium, Bangkok                        |                                                         |
|                    |       | [http://www.the-afc.com/en/component/joomleague/?view=report&compID=247&matchId=1683 (enlace roto disponible en Internet Archive; véase el historial, la primera versión y la última). Reporte] | Shamsaei 20' | Asistencia: 3,200 espectadores Árbitro(s): Scott Kidson | Asistencia: 3,200 espectadores Árbitro(s): Scott Kidson |

### Tercer lugar
| 18 de mayo de 2008 | China                                           | 3 – 5 | Japón                                          | Nimibutr Indoor Stadium, Bangkok                         |                                                          |
|                    | Zhang Xi 25' · Liu Xinyi 33' · Liang Shuang 36' | [http://www.the-afc.com/en/component/joomleague/?view=report&compID=247&matchId=1685 (enlace roto disponible en Internet Archive; véase el historial, la primera versión y la última). Reporte] | Ono 7' · Inada 22' · Kogure 35' · Komiyama 40' | Asistencia: 3,000 espectadores Árbitro(s): Nurdin Bukuev | Asistencia: 3,000 espectadores Árbitro(s): Nurdin Bukuev |

### Final
| 18 de mayo de 2008 | Tailandia | 0 – 4 | Irán                                         | Nimibutr Indoor Stadium, Bangkok                       |                                                        |
|                    |           | [http://www.the-afc.com/en/component/joomleague/?view=report&compID=247&matchId=1686 (enlace roto disponible en Internet Archive; véase el historial, la primera versión y la última). Reporte] | Latifi 8' · Shamsaei 16' 23' · Heidarian 37' | Asistencia: 6,000 espectadores Árbitro(s): Li Zhizhong | Asistencia: 6,000 espectadores Árbitro(s): Li Zhizhong |

## Campeón
| Campeonato Asiático de Futsal 2008 |
| --- |
| Irán 9º título |
| Asghar Ghahremani, Mohammad Taheri, Mohammad Keshavarz, Mohammad Hashemzadeh, Javad Asghari Moghaddam, Kazem Mohammadi, Vahid Shamsaei, Mohammad Reza Heidarian, Majid Latifi, Mostafa Nazarí, Majid Raeisi, Mostafa Tayyebi, Ali Asghar Hassanzadeh, Hamid Reza Abrarinia |
| Entrenador: Hossein Shams |

## Clasificados al Mundial
| - Irán | - Tailandia | - Japón |